# Lisa Johansson
Lisa Johansson (nacida el 27 de octubre de 1981) es una vocalista sueca de Gothic metal, conocida por ser la cantante femenina de la banda Draconian y cuyo registro vocal es soprano.

## Carrera musical
Tras la salida de Susanne Arvidsson de Draconian en 1997, la banda grabó algunos demos, pero en el 2002 encuentran a una segunda vocalista femenina, Lisa. Tras grabar un nuevo demo llamado Dark Oceans We Cry, comienzan a grabar Where Lovers Mourn, el cual fue seguido por Arcane Rain Fell en el 2004. Posteriormente, lanzan en el 2006 a The Burning Halo, el cual contiene canciones nuevas, covers y regrabaciones. Tras haber colaborado en el demo de Shadowgarden (proyecto paralelo de Johan Ericson), Lisa vuelve a grabar con Draconian, esta vez con un álbum conceptual llamado Turning Season Within, y posteriormente A Rose for Apocalypse.
El 15 de noviembre de 2011 Lisa dejó Draconian,. debido a que quería pasar más tiempo con su hijo. La idea había estado en su cabeza por varios meses. En el 2012, Draconian anunció a la sudafricana Heike Langhans como su reemplazo.

## Trivia
- Ella conoce a su subsituta en Draconian, Heike Langhans
- Tiene un hijo, y trabaja en una tienda de flores.

## Discografía

### Draconian
Demos
- Dark Oceans We Cry (2002)

Álbumes de estudio
- Where Lovers Mourn (2003)
- Arcane Rain Fell (2004)
- The Burning Halo (2006)
- Turning Season Within (2008)
- A Rose for Apocalypse (2011)

Singles
- No Greater Sorrow (2008)

### Como invitada
Con Shadowgarden
- Demo 2007 (Demo, 2007)
- Ashen (2010)

Con Distorted
- Voices From Within (2008)

Con Grimfaith
- Hearts and Engines (EP, 2011)
- Preacher Creature (2013)

## Videografía
- The Last Hour of Ancient Sunlight (2011)